# Åsa Linderborg
Åsa Natasja Linderborg, ursprungligen Andersson, född 20 maj 1968 i Västerås, är en svensk historiker, författare, kulturskribent och journalist. Hon var 2009–2019 kulturchef på Aftonbladet. Hon är kolumnist för danska Dagbladet Information och norska Klassekampen och sedan 2019 reporter på Aftonbladet.

## Biografi
Åsa Linderborg växte upp i Västerås som dotter till arbetsförmedlaren, landstingsrådet och riksdagsledamoten Tanja Linderborg och metallarbetaren Leif Andersson. Genom föräldrarnas engagemang i Vänsterpartiet Kommunisterna kom Linderborg att intressera sig för politik redan under barndomen och tretton år gammal blev hon medlem i VPK och sedan Kommunistisk Ungdom. År 1987 anställdes hon som ombudsman i Kommunistisk Ungdom i Mälardalen. Hon har innehaft politiska förtroendeuppdrag (nämndeman) för Vänsterpartiet i Uppsala kommun.
Linderborg blev 2001 filosofie doktor i historia vid Uppsala universitet på avhandlingen Socialdemokraterna skriver historia: Historieskrivning som ideologisk maktresurs.
År 2007 utkom Linderborgs första skönlitterära verk, den självbiografiska barndomsskildringen Mig äger ingen. Boken om en uppväxt i Västerås med en alkoholiserad far blev mycket uppmärksammad och nominerades till Augustpriset. Boken har blivit pjäs på Teater Västmanland, och en fri tolkning av boken har även filmatiserats. Filmen hade biopremiär 8 november 2013.
Den 10 juli 2007 var Linderborg sommarpratare i Sveriges Radio P1.
I mars 2008 utsågs hon till biträdande kulturchef på Aftonbladet. På försommaren 2009 efterträdde hon Karin Magnusson som tidningens kulturchef. Efter kritikstorm 2018–2019 och fällningar i Pressens Opinionsnämnd avgick Linderborg som kulturchef i juli 2019 för att istället bli senior reporter på tidningen.
2023 gjorde Linderborg dokumentärserien Kungen med två ansikten för Kanal 5/Discovery.
Åsa Linderborg har två barn från en tidigare relation. Sedan 2021 lever hon med författaren Bengt Ohlsson.

## Kritik
Under sin tid som kulturchef för Aftonbladet blev hon kritiserad för att publicerat artiklar som drivit dåvarande vd för Kulturhuset Stadsteatern i Stockholm, Benny Fredriksson, till att begå självmord. Linderborg blev senare en av kritikerna av #metoo. Hon varnade då för lynchjustis och hoten mot rättsstaten. Hon medverkade i stor omfattning i Torbjörn von Kroghs undersökning om Aftonbladets publicering om Fredriksson som presenterades i juni 2020 vid Institutet för mediestudier, och hon skrev den självkritiska boken Året med 13 månader om händelsen.
"– Jag tycker att det har varit jobbigt med metoo-hösten. Och Benny Fredriksson-tragedin kommer jag att leva med hela mitt liv. Det är så tungt att prata om så att det stockar sig i halsen."
I mars 2019 fälldes Aftonbladet i Pressens Opinionsnämnd för sina publiceringar.
Rysslandsforskaren Martin Kragh publicerade i januari 2017 en akademisk utredning, "Russia's Strategy for Influence Through Public Diplomacy and Active Measures: the Swedish Case", om Kremls påverkan på Sverige. Aftonbladet granskas där mer detaljerat. Detta föranledde flera mycket negativa artiklar om Martin Kragh utan att han gavs möjlighet att gå i svaromål. 2019 kritiserades Linderborg för sina publiceringar om Kragh, som hon anklagade för att ha samverkat med brittisk säkerhetstjänst. I december 2019 fälldes publiceringen av Pressens Opinionsnämnd, som fann att anklagelserna mot Kragh var "grundlösa."

## Priser och utmärkelser
- 1995 – Erik Gustaf Geijer-stipendiet
- 2007 – ABF:s litteraturpris
- 2007 – BMF-plaketten
- 2007 – Lundequistska bokhandelns litteraturpris för Mig äger ingen
- 2007 – Expressens Björn Nilsson-pris för god kulturjournalistik
- 2008 – Ivar Lo-Johanssons personliga pris[22]
- 2008 – Neshornet, Klassekampens kulturpris
- 2009 – Hedenvind-plaketten